# Sinophorus sticticalae
Sinophorus sticticalae är en stekelart som beskrevs av Sanborne 1984. Sinophorus sticticalae ingår i släktet Sinophorus och familjen brokparasitsteklar. Inga underarter finns listade i Catalogue of Life.